# ضريبة الرؤوس
ضريبة الرؤوس أو الضريبة علي الرأس (بالإنجليزية: poll tax)‏ هي ضريبة كانت تُفرض ضمن نُظم الضرائب القديمة على كل شخص من البالغين، وبالتساوي على كل المواطنين في المجتمع في بعض الدول. وقيمة الضريبة التي تفرض على الفقير هي نفسها التي تفرض على الغني. وقد عَرفت الكثرة الكاثرة من الدول ضريبة الرؤوس في فترات معينة من تاريخها.
يعترض كثير من الناس على ضريبة الرؤوس لأنهم يشعرون أن الضرائب ينبغي أن تفرض فقط على الدخل والممتلكات. ومع ذلك، فإن كثيراً من الاقتصاديين يفضلون ضريبة الرؤوس لأنهم يعتقدون أن مثل هذه الضرائب لا تقلل من الحافز الفردي لكسب مزيد من المال.
ويعتبر رسْم المجتمع في المملكة المتحدة نوعٌ من ضريبة الرؤوس يُدفع للسلطات المحلية، وتُستخدم إيرادات هذه الضريبة لتقديم الخدمات العامة. أما مقدارها فتحدده السلطات المحلية. ويُعد كل فرد بالغ مسؤولاً عن دفع رسم المجتمع الشخصي ما لم يكن مُعفىً منها، وعليه أن يسجل اسمه في سجل خاص لا علاقة له بسجلات الانتخابات.
يقتصر الإعفاء من هذه الضريبة على المقيمين بالمستشفيات، ودور الرعاية، والمعاقين عقلياً بدرجة كبيرة، والمساجين، والمشردين. ويمكن لذوي الدخل المنخفض أن يطالبوا بتخفيض هذه الضريبة. بالإضافة إلى ذلك، فهناك رسم مجتمع موحد على من يملكون بيتاً ثابتاً.
بدأ تطبيق رسم المجتمع في أسكتلندا سنة 1989م، وبدأ تطبيقها في إنجلترا وويلز في سنة 1990م.
ولعل أشهر «ضرائب الرؤوس» تلك ما فُرض في إنجلترا عام 1380 وكانت سبباً رئيسياً في نشوب ثورة الفلاحين عام 1381.

## ثورة الفلاحين
تعرضت هذه الضريبة (التي أدخلت في المملكة المتحدة) في عام 1380م إلى انتقادات شديدة بسبب افتقارها إلى العدالة. فقامت ثورة الفلاحين (أو تمرد وات تايلر) في عام 1381، وهي واحدة من عدة ثورات شعبية أواخر العصور الوسطى في أوروبا، وتعتبر أول ثورة شعبية كبرى في تاريخ إنجلترا. قام بتلك الثورة الفلاحون في الأجزاء الجنوبية الشرقية من إنجلترا في عهد الملك ريتشارد الثاني.
قمعت الثورة بقسوة، وأعدم زعيمها وات تايلر، لكنها وُفِّقت إلى حمل الملك على إلغاء ضريبة الرؤوس، فلم تجب منذ ذلك الحين قط. وكانت قد استمرت لأقل من شهر.

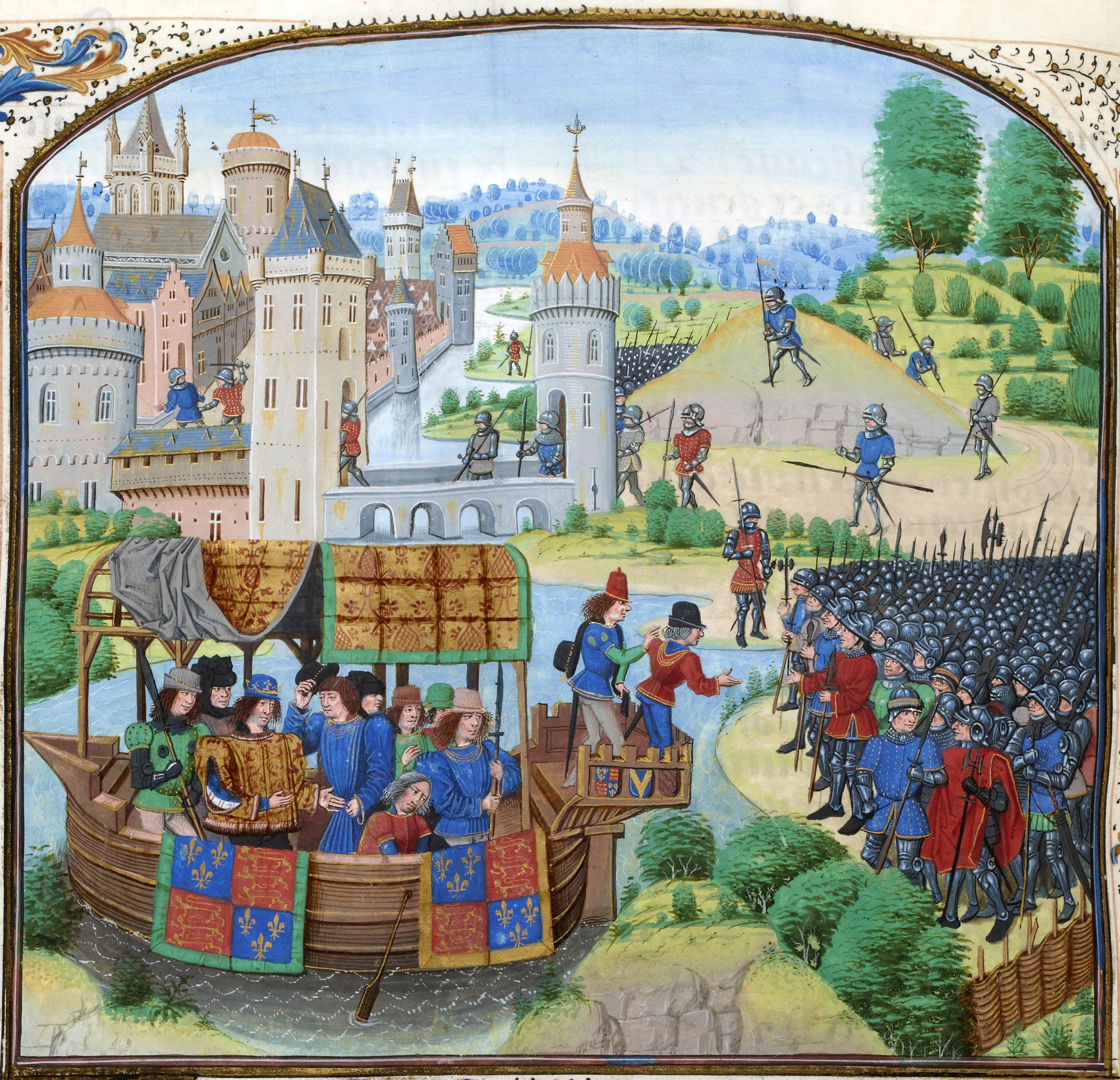
ثورة الفلاحين في انجليترا عام 1381

## في العصر الحديث
أدخلت ضريبة الرؤوس في الولايات المتحدة في العقدين الثامن والتاسع من القرن التاسع عشر للميلاد بوصفها شرطاً مُسبقاً للتصويت في الانتخابات العامة. لكنها كانت سبباً في حالة اضطراب اجتماعي، لأن كثيراً من السود، ومن فقراء البيض، فقدوا أصواتهم. والظاهر أن القصد منها كان حرمان الزنوج في ولايات الجنوب من حق الاقتراع، أو إعاقتهم عن ممارسة هذا الحق. ولم تُلْغَ ضريبة الرؤوس بشكل نهائي في ولايات الجنوب الأميركية إلا عام 1964.